# حرية البحار

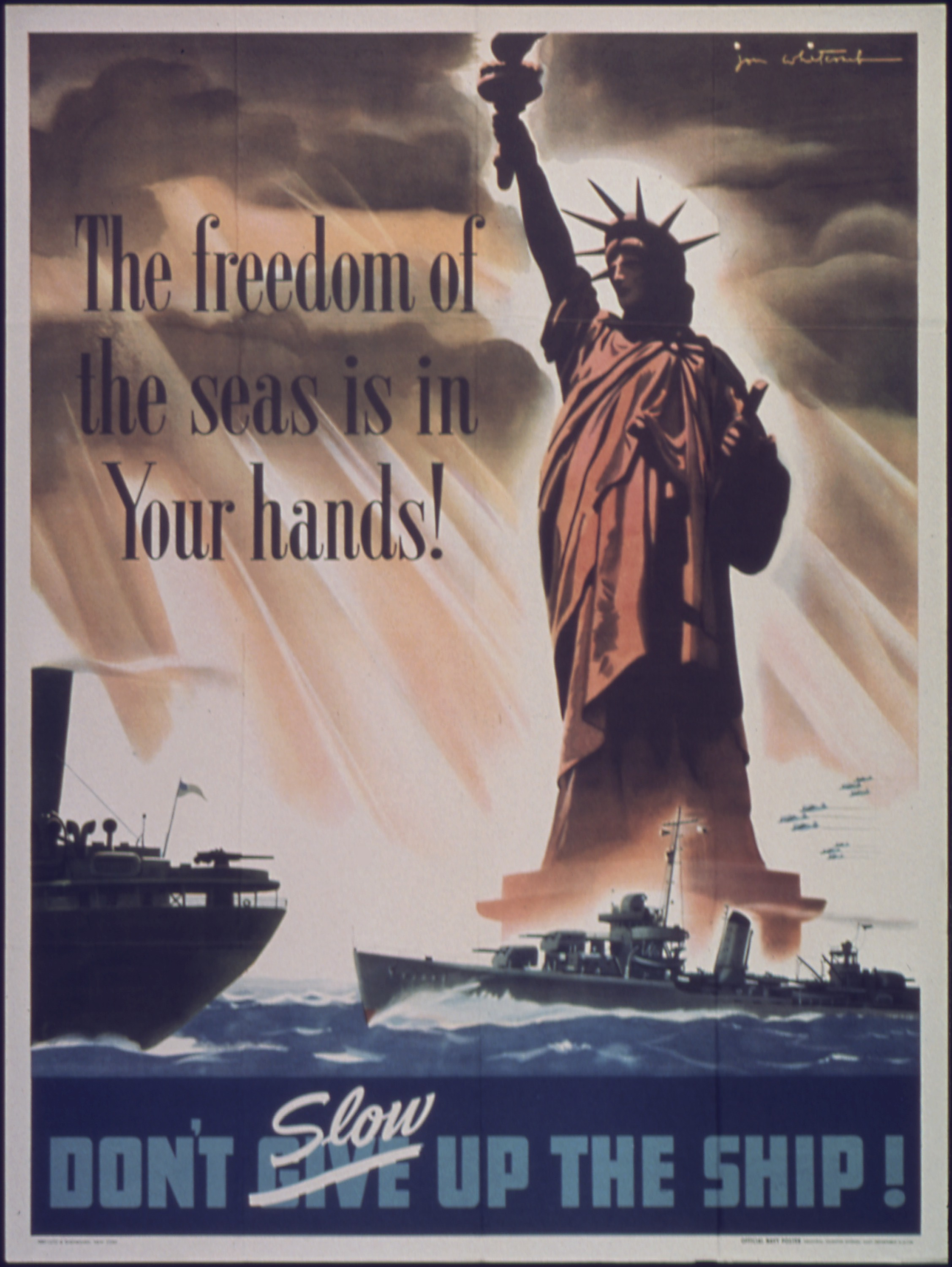

تعد حرية البحار (باللاتينية: mare liberum، بمعنى «بحر حر» حرفيًا) مبدأً في القانون الدولي ومعاهدة قانون البحار. يشدد المبدأ على حرية التنقل في المحيطات. ويعارض خوض الحرب في الماء. يمكن أن تُنتَهك هذه الحرية فقط في حالة اتفاق دولي ذي ضرورة.
يُعتَبر هذا المبدأ أحد 14 نقطة اقترحها الرئيس الأمريكي وودرو ويلسون خلال الحرب العالمية الأولى. قال الرئيس في خطابه أمام الكونغرس:
الحرية المطلقة للملاحة في البحار، خارج المياه الإقليمية، في السلام وفي الحرب على حد سواء، باستثناء أنه من الممكن إغلاق البحار كليًا أو جزئيًا من خلال التحرك الدولي المعني بتنفيذ العهود الدولية.
عارض حليفا الولايات المتحدة بريطانيا وفرنسا هذه النقطة، إذ مثّلت بريطانيا العظمى أيضًا قوة بحرية كبيرة في ذلك الوقت. رفضت الحكومة الألمانية حرية البحار مثلما رفضت غيرها من نقاط ويلسون الأخرى. 
في الوقت الراهن، يمكن العثور على مفهوم «حرية البحار» في اتفاقية الأمم المتحدة لقانون البحار بموجب المادة 87 (1) التي تنص على أن: «أعالي البحار مفتوحة لجميع الدول، سواء أكانت ساحلية أم غير ساحلية». تقدم المادة 87 (1) (إيه) إلى (إف) قائمة غير كاملة من الحريات بما في ذلك الملاحة، والتحليق، ومدّ الكابلات البحرية، وبناء الجزر الصناعية، والصيد والبحث العلمي.

## الخلفية التاريخية
ادّعت مختلف القوى سيادتها على أجزاء من البحار بين نهاية القرن الخامس عشر حتى القرن السابع عشر. كتب خبير القانون والفيلسوف الهولندي هوغو غروتيوس في عام 1609 ما يُعتَبر أساسًا للمذهب القانوني الدولي فيما يتعلق بالبحار والمحيطات (ماري ليبروم)، وهو عنوان لاتيني يترجم إلى «حرية البحار». لم يُقبَل المفهوم الغروتياني «حرية البحر» إلا بعد مضي قرن من النقاشات المطولة بين أفكار غروتيوس وأفكار جون سلدن.
بينما يُفترض عمومًا أن غروتيوس كان أول من طرح مبدأ حرية البحار، فإن بلدان المحيط الهندي والبحار الآسيوية الأخرى قبلت حق التنقل دون عائق قبل فترة طويلة من كتابة غروتيوس كتابه «دي جور برايدي» (حول قانون الغنائم) في عام 1604. سابقًا، وتحديدًا في القرن السادس عشر، افترض اللاهوتي الإسباني فرانثيسكو دي فيتوريا فكرة حرية البحار بطريقة بدائية في إطار مبادئ قانون الأمم.
خلال الحرب العالمية الثانية، بدأت الدول في التوسع والمطالبة بالعديد من الموارد والمساحات المائية في جميع أنحاء سواحلها المحيطة. وُجدَت أربع معاهدات دولية صيغَت بدقة في أواخر الخمسينيات حتى السبعينيات من القرن الماضي، ولكن لم تُحلّ القضايا بين الأمم حتى عام 1982 عندما قُدمَت اتفاقية الأمم المتحدة لقانون البحار.
تُعتَبر اتفاقية الأمم المتحدة لقانون البحار بمثابة معاهدة لقانون البحار: اتفاقية حول حقوق الأمم ومسؤولياتها واستخدامها لمياه المحيط العالمية مع مبادئ توجيهية لكل من التجارة والبيئة وإدارة الموارد البحرية وموارد البحار المفتوحة. حلَّت اتفاقية الأمم المتحدة لقانون البحار محل المعاهدات الدولية الأربع التي صيغَت في أواخر الخمسينيات حتى السبعينيات من القرن الماضي. اعتبارًا من عام 2013، انضمت 165 دولة مع الاتحاد الأوروبي إلى الاتفاقية.

## أعالي البحار والتسجيل
وفقًا للقانون الدولي، تنصّ المادة 92 من الاتفاقية التي تصف السفن على أن تبحر هذه السفن تحت علم دولة واحدة فقط، وتخضع للسلطة القضائية فقط لهذه الدولة في أعالي البحار، ما عدا الحالات الاستثنائية المنصوص عليها صراحةً في المعاهدات الدولية أو في هذه الاتفاقية ومع ذلك، عندما تتورط السفينة في بعض الأعمال الإجرامية، مثل القرصنة، يمكن لأي دولة ممارسة سلطتها القضائية بموجب مبدأ القضاء العالمي. عُرّفَت أعالي البحار بأنها أي جزء من البحر لا يُعدّ بحرًا إقليميًا أو مياهًا داخلية أو مياهًا إقليمية أو مناطق اقتصادية خالصة. تنص المادة 88 من اتفاقية 1982 على أن أعالي البحار مخصصة للأغراض السلمية. تنخرط العديد من الدول في مناورات عسكرية واختبارات للأسلحة التقليدية والأسلحة النووية في أعالي البحار. يجب تسجيل السفن في أحد البلدان لإثبات الملكية من أجل فرض العقوبة المناسبة على الشخص المناسب أو الدولة المناسبة. يُفضّل مالك السفينة أحيانًا دفع رسوم التسجيل الأدنى عن طريق اختيار بلدان مثل بنما وبرمودا وإيطاليا ومالطا وهولندا. وفقًا للرابطة الدولية لخطوط السفن السياحية، ترفع 90٪ من السفن التجارية التي ترسو في الموانئ الأمريكية أعلامًا أجنبية. لتجنب التكلفة العالية المترافقة مع المزيد من القوانين والقواعد التنظيمية، تفضّل السفن والناقلات في بعض الأحيان عمليات التسجيل ذات التكلفة المنخفضة التي يصاحبها مستوى أقل من عمليات التفتيش والتنظيم، ويتم ذلك عن طريق اختيار بلد يمارس سيطرة أقل على سفنهم المسجلة على الرغم من امتلاك العديد من السفن من قبل أفراد أو شركات تنتمي لبلد آخر (الأشيع اليابان واليونان) بموجب نظام يسمى «علَم الملاءمة». يعني تسجيل سفينة في بنما خضوع السفينة للقواعد البحرية لبنما لا القواعد البحرية لبلد مالك السفينة. يقوم أصحاب السفن بهذا الإجراء بسبب فرض بنما ضرائب منخفضة وقواعد تنظيمية أقل للعمل والسلامة من معظم البلدان الأخرى. يمكن لمالكي السفن فرض ساعات عمل أطول على طاقم العمل في بيئات أقل أمانًا، فزيادة أرباحهم. تقدم بلدان أخرى أيضًا -بما في ذلك ليبيريا وقبرص وجزر البهاما- أعلام الملاءمة، ولكن تمتلك بنما أكبر عدد من السفن المسجلة بموجب هذا النظام. تُعتَبر تكلفة تسجيل السفن في الولايات المتحدة أكبر، لذا تكون أجور الموظفين أعلى أيضًا. تسمح حرية البحار للسفينة بالتحرك بحرية في المحيط طالما أنها تتبع القانون الدولي.

## الفرص التجارية
انطلاقًا من الفايكنج إلى أوروبا وآسيا الوسطى وأفريقيا وأمريكا الشمالية والجنوبية، لعبت التجارة دورًا مهمًا في التاريخ، وشكلّت عاملاً رئيسًا في نمو الاقتصاد. تنقل التجارة ملكية البضائع من شخص أو كيان إلى آخر مقابل الحصول على منتج أو خدمة من المشتري. عندما تبحر السفينة، تكون العديد من الموانئ في انتظارها لنقل البضائع من جميع أنحاء العالم بهدف التجارة والبيع. تزيد التجارة الحرة -التي تفتح الأسواق أمام الموردين الأجانب- من المنافسة. دون التجارة الحرة، يمكن أن تتمتع الشركات المحلية بالاحتكارات أو احتكارات القلة التي تمكنها من إبقاء الأسعار أعلى بكثير من التكاليف الحدية. سيؤدي تحرير التجارة إلى تقويض قوة السوق.
ذكرت منظمة التجارة العالمية أن «المحيط جزء كبير من التجارة الحرة التي تحدث في جميع أنحاء العالم. نرى في كل يوم الحرير المستورد من الصين والفواكه من المكسيك والتوابل من الهند والشوكولاتة من إفريقيا والعديد من السلع في أوطاننا التي استُوردت من دولة أخرى، إذ سمح المحيط للعديد من الدول بتحميل شحناتها على متن السفن ونقلها عبر المحيط، وانضمت عشرات الدول إلى منظمة التجارة العالمية، إذ يتم تداول البضائع من دولة إلى أخرى عبر نقلها على متن السفن ذات الأحجام المختلفة من الساحل إلى الساحل، أضافت التجارة مزيدًا من القيمة الاقتصادية للسلع إذ تُنتَج السلع وتقدَّم الخدمات لدعم العرض والطلب من المشاركين في المنظمة».
يُعدّ قانون التجارة البحرية لعام 1920 -المعروف أيضًا باسم قانون جونز (46 USC § 883)- قانونًا بحريًا يتحكم بالتجارة الساحلية داخل الولايات المتحدة ويحدد السفن التي يجوز لها الانخراط بشكل قانوني في تلك التجارة والقواعد التي يجب أن تعمل بموجبها. وُضِع هذا القانون لحماية وظائف مواطني الولايات المتحدة وأفرادها العاملين في الموانئ الأمريكية، وعلى متن السفن الأمريكية. تبحر العديد من السفن في جميع أنحاء العالم تحت أعلام مختلفة، وتمتلك طواقم عمل متنوعة من شتّى بقاع العالم حيث يكون معدل الأجور أقل بكثير من الولايات المتحدة. [بحاجة لمصدر] يحمي قانون جونز وظائف الأمريكيين ويحدّ من نقل الركاب ضمن عمليات النقل البحري قصيرة المدى. يحدّ قانون (46 USC § 12108) أيضًا من استخدام السفن الأجنبية لصيد الأسماك أو نقلها لأغراض تجارية في المياه الأمريكية.